# La Queue-en-Brie
La Queue-en-Brie (/kø.ɑ̃.bʁi/ ) est une commune française située dans le département du Val-de-Marne, en région Île-de-France.
Ses habitants sont appelés les Caudaciens.

## Géographie

### Situation

Localisation de La Queue-en-Brie dans la « petite couronne » de Paris.

La Queue-en-Brie est située à 17,9 kilomètres du centre de Paris à vol d'oiseau. La commune est délimitée par Ormesson-sur-Marne, Chennevières-sur-Marne, Pontault-Combault, Noiseau, Sucy-en-Brie, Santeny, le Plessis-Trévise et Lésigny. Elle englobe une grande partie de la Forêt de Notre-Dame.
Elle est la commune située le plus à l'est du département du Val-de-Marne et, de ce fait, la commune la plus à l'est de la petite couronne de Paris.
Le 1er janvier 1968, en application de la loi du 10 juillet 1964 portant réorganisation de la région parisienne, le département de Seine-et-Oise est supprimé et La Queue-en-Brie rejoint l'actuel département du Val-de-Marne.

### Hydrographie
On compte un seul cours d'eau dans le territoire communal, il s'agit du Morbras, ruisseau affluent de la Marne de 17,3 km de long.
La forêt domaniale de Notre-Dame au sud de la commune, abrite une vingtaine de mares abritant de nombreux batraciens et reptiles.

### Voies de communication et transports

#### Voies routières
La route nationale 4, devenue Route Départementale 4 est l'axe routier historique traversant la ville au sud.

#### Pistes cyclables
La Queue-en-Brie détient plusieurs kilomètres de pistes cyclables.

#### Transports en commun
Lignes de bus desservant la commune :
- Lignes 432, 437 et 446 du réseau de bus Marne et Seine ;
- Ligne 207 du réseau de bus RATP.

### Climat
Pour des articles plus généraux, voir Climat de l'Île-de-France et Climat du Val-de-Marne.
En 2010, le climat de la commune est de type climat océanique dégradé des plaines du Centre et du Nord, selon une étude du CNRS s'appuyant sur une série de données couvrant la période 1971-2000. En 2020, Météo-France publie une typologie des climats de la France métropolitaine dans laquelle la commune est exposée à un climat océanique altéré et est dans la région climatique Sud-ouest du bassin Parisien, caractérisée par une faible pluviométrie, notamment au printemps (120 à 150 mm) et un hiver froid (3,5 °C).
Pour la période 1971-2000, la température annuelle moyenne est de 11,3 °C, avec une amplitude thermique annuelle de 15,2 °C. Le cumul annuel moyen de précipitations est de 677 mm, avec 10,8 jours de précipitations en janvier et 7,9 jours en juillet. Pour la période 1991-2020, la température moyenne annuelle observée sur la station météorologique la plus proche, située sur la commune de Neuilly-sur-Marne à 8 km à vol d'oiseau, est de 12,3 °C et le cumul annuel moyen de précipitations est de 721,2 mm,. Pour l'avenir, les paramètres climatiques de la commune estimés pour 2050 selon différents scénarios d'émission de gaz à effet de serre sont consultables sur un site dédié publié par Météo-France en novembre 2022.

## Urbanisme

### Typologie
Au 1er janvier 2024, La Queue-en-Brie est catégorisée grand centre urbain, selon la nouvelle grille communale de densité à sept niveaux définie par l'Insee en 2022.
Elle appartient à l'unité urbaine de Paris, une agglomération inter-départementale regroupant 407  communes, dont elle est une commune de la banlieue,,. Par ailleurs la commune fait partie de l'aire d'attraction de Paris, dont elle est une commune du pôle principal,. Cette aire regroupe 1 929 communes,.

### Quartiers, lieux-dits et écarts

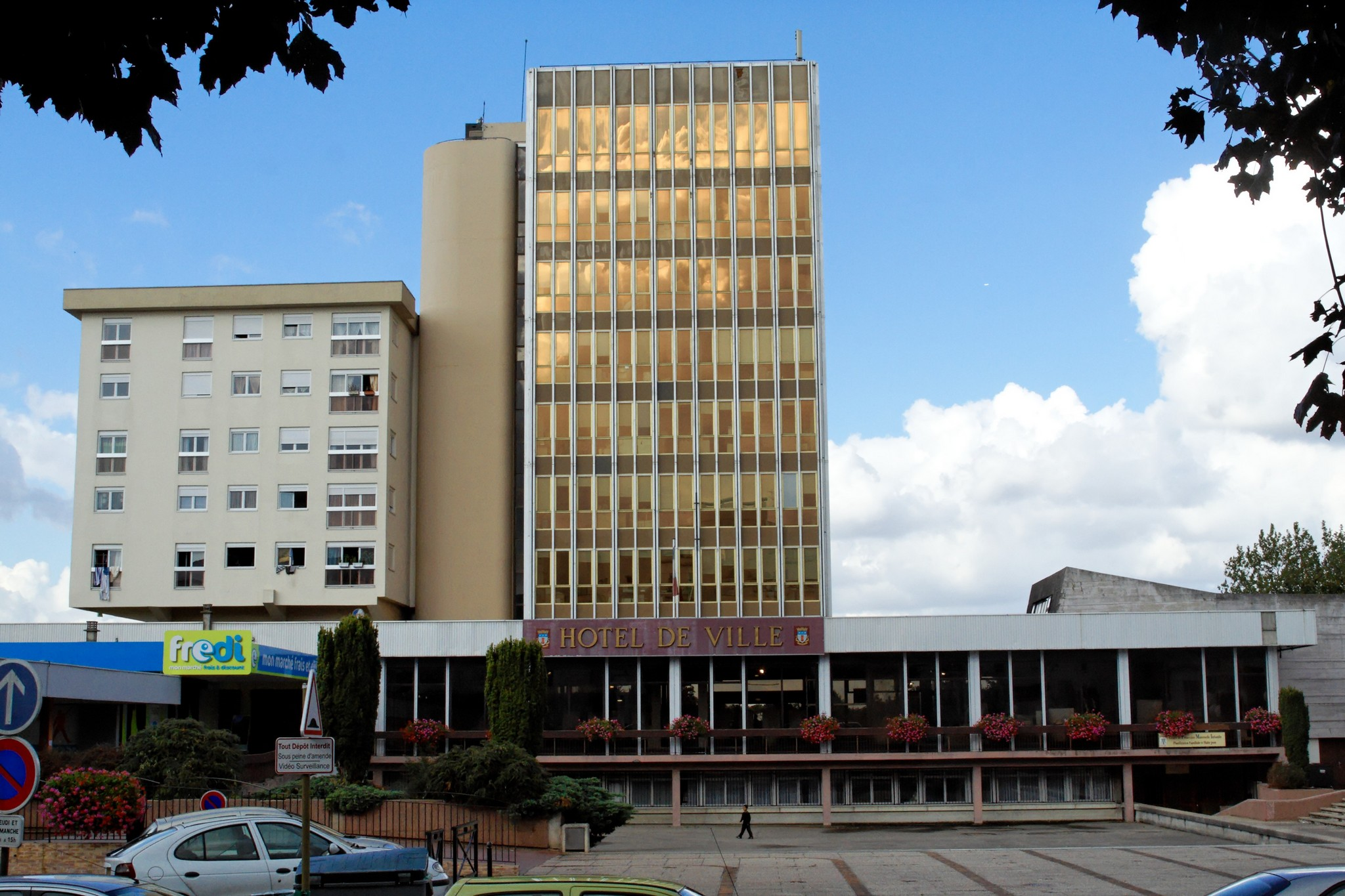
L'hôtel de ville, plus haut bâtiment de la commune, construit en 1975.

Comme la plupart des villes médiévales, La Queue-en-Brie s'est développée en absorbant au fil du temps les écarts avoisinants le vieux-village.
| Le vieux-village    | Situé au sud de la commune, le quartier traversé par le Morbras représente le centre historique de La Queue-en-Brie. On y trouve donc naturellement l'essentiel du patrimoine historique et religieux caudacien.            |
| La Pierre Lais      | Ancien lieu-dit, son toponyme est révélateur de la potentielle existence d'un monolithe aujourd'hui disparu. |
| Les Marnières       | Le lieu-dit des Marnières, accueillant depuis les années 1960 la résidence des Marnières, est un lieu avéré d'occupation gallo-romaine ; en témoigne l'abondance de scories retrouvées pendant des fouilles archéologiques. |
| Le centre-ville     | C'est le nouveau centre-ville de la commune depuis le déplacement de la mairie en 1975. |
| Les Bordes          | C'est un quartier résidentiel construit sur d'anciennes zones agricoles. |
| Le bois des Friches | C'est un quartier résidentiel boisé et traversé par le Morbras dont les premières constructions ont été achevées au mois de juin 1975.                                                                                      |
| Les Ormoies         | C'est un ensemble de trois quartiers résidentiels situés entre le bois des Friches et l'actuel centre-ville. |
| Le Val Fleuri       | C'est un quartier résidentiel construit entre le quartier des Marnières et le bois Lacroix. |
| Les violettes       | C'est un quartier construit en 2001 sur un terrain vague et non constructible jouxtant la halle des Violettes et la vallée du Morbras.                                                                                      |
| Le Chemin Vert      | Le Chemin Vert est un quartier se situant au nord-est de la commune, c'est le quartier le plus aisé de La Queue-en-Brie avec de nombreuses propriétés et manoirs. Elle est entourée par le Bois-Lacroix et le Champ-Garni.  |

### Logement
D'après l'INSEE, 68 % des ménages de La Queue-en-Brie sont propriétaires de leur résidence principale[réf. nécessaire].

## Toponymie
Attestée Cauda en 1147, Cauda est le nom du château castro quod dicitur Cauda en 1151-1157, Caudam en 1185.
De la langue d'oïl signifiant « queue » (« extrémité d'un pré ou d'un étang »).
La « queue » est le nom donné à un bois de forme très allongée et étroite.

## Histoire

### Les origines
La Queue-en-Brie se situe en bordure du massif forestier de l'Arc Boisé, haut lieu d'occupation préhistorique en Île-de-France.
Les différentes fouilles archéologiques menées lors de travaux de construction ont mis en évidence une occupation humaine importante dans la vallée du Morbras au cours du néolithique. Des terrasses ont pu être aménagées en bordure du Morbras, en attestent les nombreux sites découverts sur le territoire communal.
La découvert d'une amulette en plomb à l'effigie d'une vierge allaitant l'enfant Jésus datée du indique l'occupation protohistorique des lieux.
Des indices d'occupation gallo-romaine ont été trouvés au sud du domaine des Marmousets (meule du IIIe siècle), et des foyers ayant servi à la réduction de minerai de fer ont été mis en évidence aux Marnières.

### Le Moyen Âge
Il reste un vestige de l'époque du Moyen Âge : la tour de La-Queue-en-Brie.
Cette tour du Moyen Âge fut construite vers entre le XIIe et le XIIIe siècle. Mesurant plus de trente-trois mètres, cette tour servait à défendre la route de Paris. Détruit durant la guerre de Cent Ans, il ne reste que les ruines de la tour mesurant aujourd'hui cinq mètres.

## Politique et administration

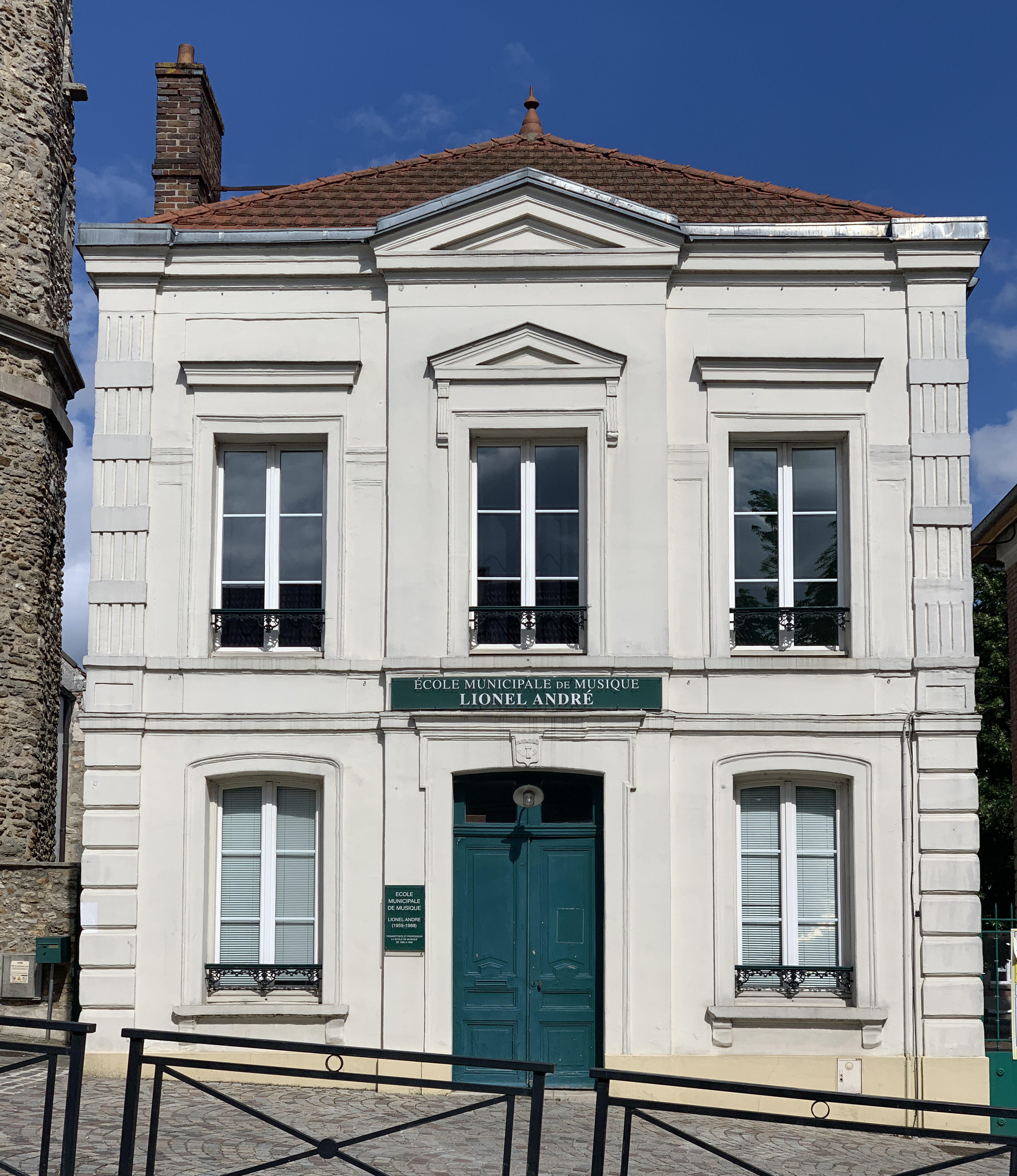
Ancienne mairie.

### Jumelage
La ville de La-Queue-en-Brie est jumelé avec :
- Pataias (Portugal) depuis le 3 décembre 2016

### Rattachements administratifs et électoraux
Jusqu’à la loi du 10 juillet 1964, la commune faisait partie du département de Seine-et-Oise. Le redécoupage des anciens départements de la Seine et de Seine-et-Oise fait que la commune appartient désormais au Val-de-Marne et à son arrondissement de Nogent-sur-Marne après un transfert administratif effectif le 1er janvier 1968.
Pour l'élection des députés, la commune fait partie depuis 1896 de la quatrième circonscription du Val-de-Marne.
La commune faisait partie de 1801 à 1964 du canton de Boissy-Saint-Léger. Ce canton est scindé en 1984 et la commune intègre le Chennevières-sur-Marne de Seine-et-Oise. Dans le cadre du redécoupage cantonal de 2014 en France, la commune fait désormais partie du canton du Plateau briard.

### Intercommunalité
La commune faisait partie de la communauté d'agglomération du Haut Val-de-Marne créée en 2001.
Dans le cadre de la mise en œuvre de la volonté gouvernementale de favoriser le développement du centre de l'agglomération parisienne comme pôle mondial est créée, le 1er janvier 2016, la métropole du Grand Paris (MGP), dont la commune est membre.
La loi portant nouvelle organisation territoriale de la République du 7 août 2015 prévoit également la création de nouvelles structures administratives regroupant les communes membres de la métropole, constituées d'ensembles de plus de 300 000 habitants, et dotées de nombreuses compétences, les établissements publics territoriaux (EPT).
La commune a donc également été intégrée le 1er janvier 2016 à l'établissement public territorial Grand Paris Sud Est Avenir, qui succède notamment à la communauté d'agglomération du Haut Val-de-Marne.
 .

### Tendances politiques et résultats
Lors du premier tour des élections municipales de 2014, la liste menée par Jean-Jacques Darves (PCF) a obtenu 43,88 % des suffrages exprimés, celle de Jean-Paul Faure-Soulet (LR) 39,35 % et celle de Danielle Molinier-Verchère (DVG) 16,76%.
Au second tour, les mêmes listes étaient en lice, celle de  Jean-Paul Faure-Soulet (LR) a obtenu 45,37 % des suffrages exprimés, menant avec 8 voix d'avance celle de Jean-Jacques Darves (PCF) et 45,18% et  enfin celle de Danielle Molinier-Verchère (DVG) avec 9,44%.

### Liste des maires
| Période           | Période           | Identité               | Étiquette | Qualité |
| ----------------- | ----------------- | ---------------------- | --------- | --- |
| 1944              | mai 1945          | Jacques Morel d’Arleux |           | Agriculteur |
| mai 1945          | 31 octobre 1947   | Edmond Forestier       | SFIO      | Employé de la RATP |
| 31 octobre 1947   | 21 mars 1959      | Jacques Morel d’Arleux |           | Agriculteur Réélu en 1953 |
| 21 mars 1959      | 28 mars 1965      | Raymond Martin         |           | Médecin |
| 28 mars 1965      | 18 mars 1977      | Roger Fontanille       | UNR       | Réélu en 1971 |
| 18 mars 1977      | 14 septembre 1983 | Claude Roméo           | PCF       | Employé Conseiller général de Chennevières-sur-Marne (1976 → 1978) Réélu en 1983 |
| 24 septembre 1983 | juin 1995         | Roger Fontanille       | RPR       | Réélu en 1989 |
| juin 1995         | mars 2001         | Jacques Aubry          | UDF-FD    | Chef d'entreprise Conseiller régional d'Île-de-France (1998 → 2010) 4e vice-président de la CA du Haut Val-de-Marne (2001)                                                            |
| mars 2001         | mars 2014         | Jean-Jacques Darves    | PCF       | Cadre 4e vice-président de la CA du Haut Val-de-Marne [Quand ?] Réélu en 2008 |
| mars 2014         | En cours          | Jean-Paul Faure-Soulet | UMP → LR  | Cadre supérieur de l'industrie pharmaceutique Conseiller régional d'Île-de-France (2010 → 2015) 10e vice-président de l'EPT Grand Paris Sud Est Avenir Réélu pour le mandat 2020-2026 |

### Politique environnementale
En 2022,la ville de la Queue en Brie a été récompensée d'une 2e fleur au concours des villes et villages fleuris.

### Distinctions et labels
En 2005, la commune de La Queue-en-Brie a été récompensée par le label « Ville Internet @ ».

## Population et société

### Démographie

#### Évolution démographique
L'évolution du nombre d'habitants est connue à travers les recensements de la population effectués dans la commune depuis 1793. Pour les communes de plus de 10 000 habitants les recensements ont lieu chaque année à la suite d'une enquête par sondage auprès d'un échantillon d'adresses représentant 8 % de leurs logements, contrairement aux autres communes qui ont un recensement réel tous les cinq ans,.

En 2022, la commune comptait 12 074 habitants, en évolution de +2,02 % par rapport à 2016 (Val-de-Marne : +3 %, France hors Mayotte : +2,11 %).
| 1793 | 1800 | 1806 | 1821 | 1831 | 1836 | 1841 | 1846 | 1851 |
| ---- | ---- | ---- | ---- | ---- | ---- | ---- | ---- | ---- |
| 459  | 428  | 431  | 515  | 497  | 467  | 474  | 462  | 512  |

| 1856 | 1861 | 1866 | 1872 | 1876 | 1881 | 1886 | 1891 | 1896 |
| ---- | ---- | ---- | ---- | ---- | ---- | ---- | ---- | ---- |
| 450  | 580  | 600  | 559  | 629  | 712  | 723  | 701  | 707  |

| 1901 | 1906 | 1911 | 1921 | 1926 | 1931 | 1936 | 1946 | 1954 |
| ---- | ---- | ---- | ---- | ---- | ---- | ---- | ---- | ---- |
| 519  | 502  | 554  | 393  | 524  | 562  | 481  | 430  | 771  |

| 1962 | 1968  | 1975  | 1982  | 1990  | 1999   | 2006   | 2011   | 2016   |
| ---- | ----- | ----- | ----- | ----- | ------ | ------ | ------ | ------ |
| 996  | 3 009 | 7 140 | 9 722 | 9 897 | 10 852 | 11 388 | 11 506 | 11 835 |

| 2021   | 2022   | - | - | - | - | - | - | - |
| ------ | ------ | - | - | - | - | - | - | - |
| 12 081 | 12 074 | - | - | - | - | - | - | - |

#### Pyramide des âges
En 2018, le taux de personnes d'un âge inférieur à 30 ans s'élève à 40,8 %, soit au-dessus de la moyenne départementale (39,5 %). À l'inverse, le taux de personnes d'âge supérieur à 60 ans est de 17,1 % la même année, alors qu'il est de 19,9 % au niveau départemental.
En 2018, la commune comptait 5 853 hommes pour 6 056 femmes, soit un taux de 50,85 % de femmes, légèrement inférieur au taux départemental (51,91 %).
Les pyramides des âges de la commune et du département s'établissent comme suit.
| Hommes | Classe d’âge | Femmes |
| ------ | ------------ | ------ |
| 0,2    | 90 ou +      | 0,3    |
| 4,2    | 75-89 ans    | 5,0    |
| 12,0   | 60-74 ans    | 12,4   |
| 21,3   | 45-59 ans    | 20,9   |
| 20,1   | 30-44 ans    | 21,8   |
| 18,5   | 15-29 ans    | 16,2   |
| 23,6   | 0-14 ans     | 23,4   |

| Hommes | Classe d’âge | Femmes |
| ------ | ------------ | ------ |
| 0,5    | 90 ou +      | 1,4    |
| 5,1    | 75-89 ans    | 7,2    |
| 12,6   | 60-74 ans    | 13,6   |
| 19,4   | 45-59 ans    | 19     |
| 21,1   | 30-44 ans    | 21,1   |
| 20,9   | 15-29 ans    | 19,5   |
| 20,3   | 0-14 ans     | 18,2   |

### Enseignement

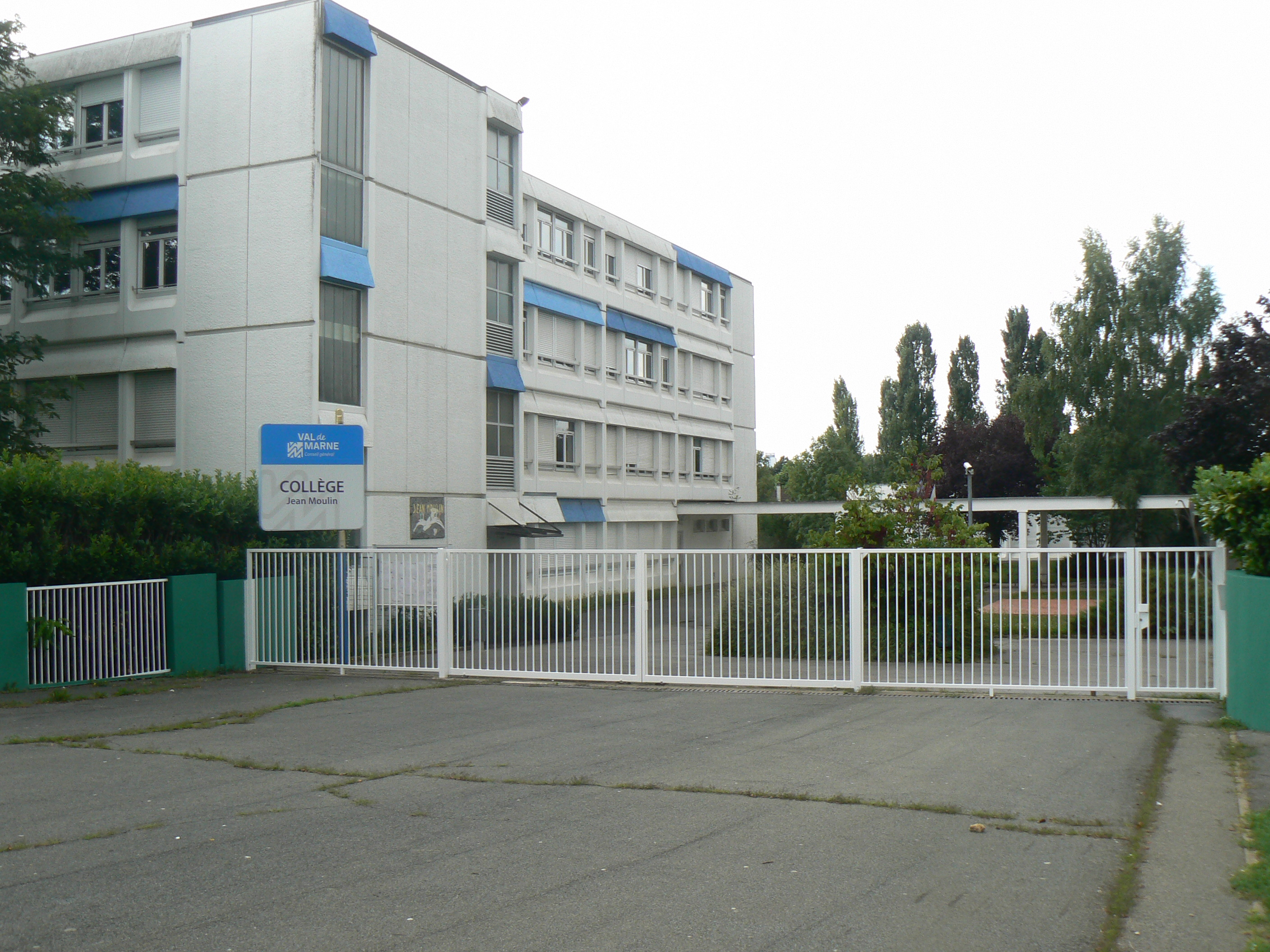
Collège Jean-Moulin.

- École maternelle Pauline-Kergomard
- École maternelle Jean-Zay
- École maternelle Gournay
- École maternelle Lamartine 1
- École maternelle Lamartine 2
- École élémentaire Pauline-Kergomard
- École élémentaire Lamartine
- École élémentaire Jean-Zay
- École élémentaire Jean-Jaurès
- École élémentaire Louis-Pasteur
- Collège Jean-Moulin

### Santé
La commune abrite le centre hospitalier Les Murets.
Cet établissement qui a vu ses portes s'ouvrir à partir de 1963, a été implanté sur un domaine boisé de 17 hectares, où un château a été construit à la fin du XIXe siècle.
Il propose notamment des services de psychiatrie, d'assistance aux personnes âgées dépendantes et de formation en soins infirmiers.

### Sports

#### Installations sportives

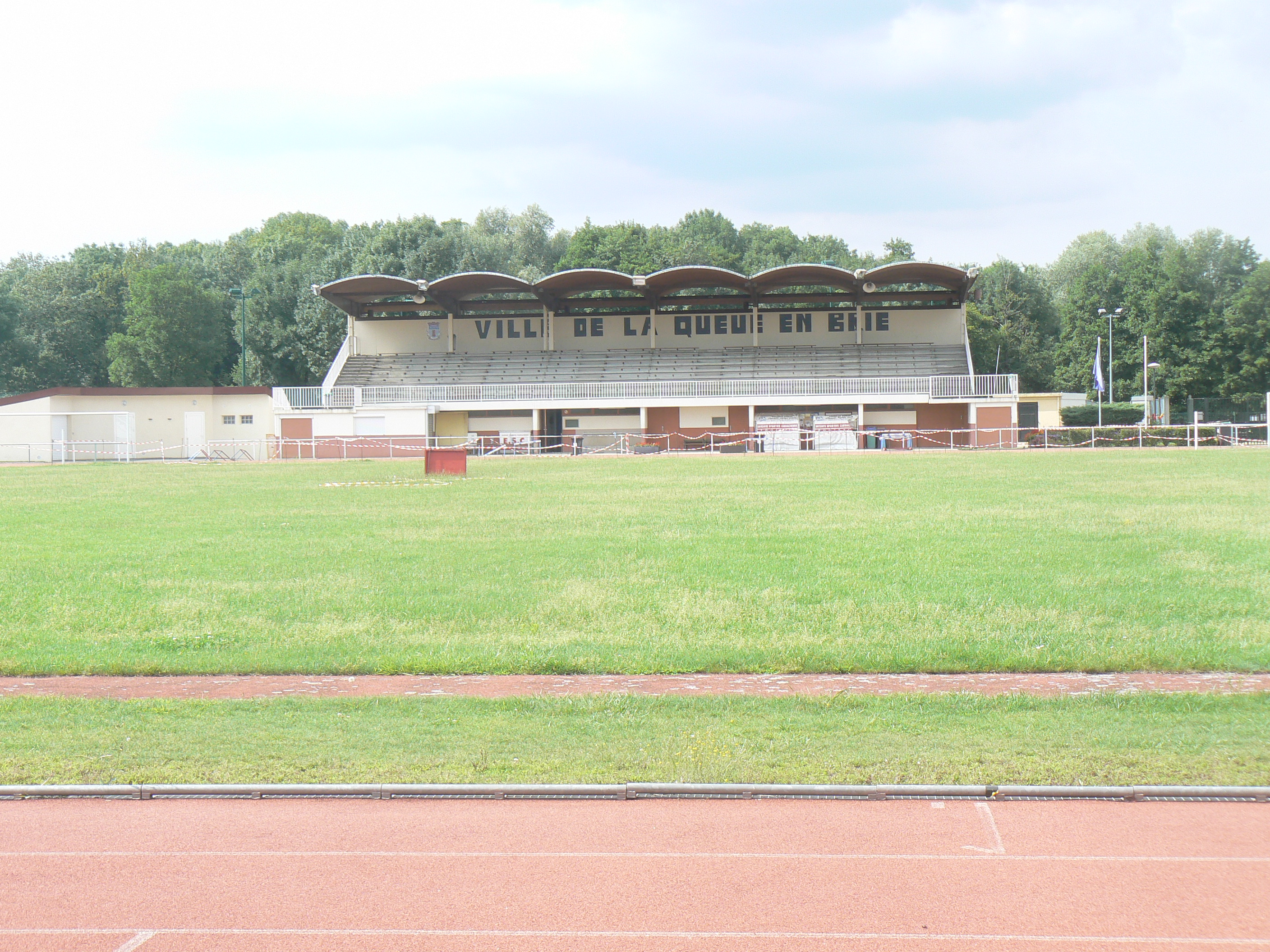
Stade Robert-Barran.

Le stade Robert-Barran — nommé en l'honneur du célèbre joueur de rugby à XIII et rugby à XV qui s'illustra notamment en championnat et coupe de France entre 1944 et 1947 — propose les équipements suivants :
- un terrain de football et football américain
- une piste d'athlétisme, saut en longueur et de saut en hauteur,
- quatre courts de tennis,
- un terrain de pétanque,
- un parcours santé.

Il peut accueillir jusqu'à 2 300 personnes, dont 300 dans ses tribunes.
Le stade Léo-Lagrange — nommé en l'honneur d'un homme politique français — propose un terrain de football ainsi qu'un terrain de basket-ball.
Le stade annexe situé près de la résidence des Marnières est un lieu ouvert au public, où s'entraînent différentes équipes de la commune, ainsi que les élèves des écoles élémentaires et du collège Jean-Moulin.
C'est aussi un lieu de rendez-vous, notamment le 14 juillet de chaque année, puisque c'est ici qu'est tiré le feu d'artifice célébrant la fête nationale.
La halle des Violettes est une salle polyvalente accompagnée de vestiaires et d'un parking de 15 places.
Le gymnase Pierre-de-Coubertin — nommé en l'honneur d'un historien et pédagogue français mais aussi car il est le créateur des jeux olympiques modernes — est situé entre les écoles Lamartine et Pasteur, et propose les équipements suivants :
- le dojo Cathy-Fleury
- une salle de football, handball, basket-ball
- une salle de gymnastique, volley-ball

La plaine de jeu du Liquidambar est un terrain aménagé dans le centre-ville qui propose un petit terrain de sports collectifs (football, basket-ball) ainsi que de nombreux équipements de loisir (balançoires, toboggans, etc.).
Le centre départemental de modélisme des Marmousets, géré par l'association loi de 1901 club Modélisme Des Marmousets (ou c2m) est un site de 12 hectares consacré au modélisme sous toutes ses formes : pilotage à distance de véhicules terrestres, avions, hélicoptères, etc.

#### Équipes et associations sportives
L'association Entente Sportive Caudacienne, fondée le 28 février 1968 propose 16 sections sportives : le taekwondo, l'athlétisme, le badminton, la boxe française, le football, le football américain, le futsal, la gymnastique volontaire, le handball, le judo, le karaté, la lutte, le pancrace, le tennis, le tir à l'arc et le volley-ball.

L'équipe de football américain les Gladiateurs de la Queue-en-Brie — créée en 2001 — s'entraîne régulièrement au stade annexe et au stade Robert-Barran, en compagnie de ses pom-pom girls. Le club évolue pour la première fois de son histoire en deuxième division de casque d'or pour la saison 2011.
Le club de tennis est un club dynamique. La présidente œuvre au quotidien sans ménagement pour le développement de sa section en proposant de nombreuses animations tout au long de l'année à ses adhérents.
Deux nouveaux courts couverts ont été installés en 2015.
L'Entente Sportive Caudacienne de Football (ES Caudacienne), s'entraîne au stade Léo-Lagrange et moins souvent au stade Robert-Barran.
L'Entente Sportive Caudacienne Athlétisme, est une section en pleine expansion depuis ces dernières années, passant d'une trentaine de licenciés à plus de 160 en 2016. Les efforts ont été récompensés par un titre de champion du Val-de-Marne par équipe en 2015, pour sa troisième participation seulement aux interclubs. De nombreux créneaux d'entraînements sont proposés, allant du BABY ATHLE (de 3 à 6 ans), aux Adultes Loisirs, en passant par toutes les catégories d'âges, ainsi qu'un groupe compétition. Le tout, animé par une équipe d'encadrant motivés et sympathiques, sous la houlette technique de Yves CONGARD, l'entraîneur historique du club, membre l'AEIFA (Association des Entraîneurs d'Ile de France d'Athlétisme).

### Médias
Le Petit Voltaire, est un journal d'actualités à opinion, créé le 16 février 2014.
Port Saint Nicolas est un site web réalisé à l'origine (6 décembre 1995) par des paroissiens de La Queue-en-Brie comme premier site Web catholique francophone. Depuis 1998, il n'y a plus de lien direct entre le site et La Queue-en-Brie. Selon le journal La Croix, ce site est « une référence de l'Internet catholique francophone ».
Vivre ensemble, le magazine municipal d'information édité plusieurs fois par an par la mairie, présente aux caudaciens un discours du maire, des informations sur le service public et l'administration, les travaux en cours de réalisation ou à venir et l'actualité de la commune.
La Queue en Brie - ACEP est un site web créé par l'association caudacienne d'étude des patrimoines (sigle ACEP) dont l'objet est la recherche et la sauvegarde des patrimoines sur tout ce qui concerne l’histoire, la culture et l'archéologie de la Queue-en-Brie et de sa région ; ainsi que l'étude et mise en valeur, voire la protection des patrimoines dans leur contexte naturel et leur évolution en rapport avec les activités humaines. Ce site internet est constitué :
- d'une page d'accueil (le mot du président de l'ACEP)[54] ;
- d'une page sur les patrimoines (église, zones naturelles, agricoles et forestières)[55] ;
- d'une page sur l'archéologie (notamment sur la collection d'objets)[56] ;
- d'une page sur l'histoire (du Moyen Âge à nos jours)[57] ;
- d'une page sur l'activité de l'association (réunions, sorties, publications, participation dans le Val-de-Marne)[58] et
- d'une page de contact (formulaire en ligne)[59].

## Économie

### Revenus de la population et fiscalité
D'après l'Insee, La Queue-en-Brie est l'une des communes françaises où la richesse moyenne par habitant est l'une des plus élevées : en 2011, le revenu fiscal médian par ménage était de 30 012 €, ce qui plaçait la commune au 2e rang parmi les 36 717 communes de plus de 39 ménages en métropole.

### Emploi
Emploi au lieu de travail La Queue-en-Brie en 2007
| Secteur d’emploi            | Secteur d’emploi                                             | Nombre | %     | dont femmes en % | dont hommes en % | dont salariés en % |
| --------------------------- | ------------------------------------------------------------ | ------ | ----- | ---------------- | ---------------- | ------------------ |
| Primaire                    | Agriculture                                                  | 14     | 0,5   | 25,5             | 74,5             | 74,5               |
| Secondaire                  | Industrie                                                    | 220    | 7,8   | 25,4             | 74,6             | 92,6               |
| Secondaire                  | Construction                                                 | 269    | 9,5   | 6,9              | 93,1             | 71,4               |
| Tertiaire                   | Commerce, transports, services divers                        | 1 015  | 35,8  | 40,6             | 59,4             | 89,1               |
| Tertiaire                   | Administration publique, enseignement, santé, action sociale | 1 317  | 46,5  | 74,6             | 25,4             | 97,4               |
| Total                       | Total                                                        | 2 835  | 100,0 | 51,9             | 48,1             | 91,3               |
| Sources des données : Insee |                                                              |        |       |                  |                  |                    |

### Entreprises et commerces
L'activité économique de la commune est répartie sur plusieurs zones d'activités :
- La zone industrielle de la Croix Saint-Nicolas.
- La zone d'activités de la RN 4.
- La zone du Chemin de la Montagne.
- Le centre commercial Pince-Vent.
- Le centre commercial du Morbras au centre-ville.

## Culture locale et patrimoine

### Lieux et monuments

#### Patrimoine civil

##### Le vieux-village
De type briard, il est le principal témoin de l'histoire de La Queue-en-Brie.
Le lavoir du vieux-village (ou le lavoir d'été)

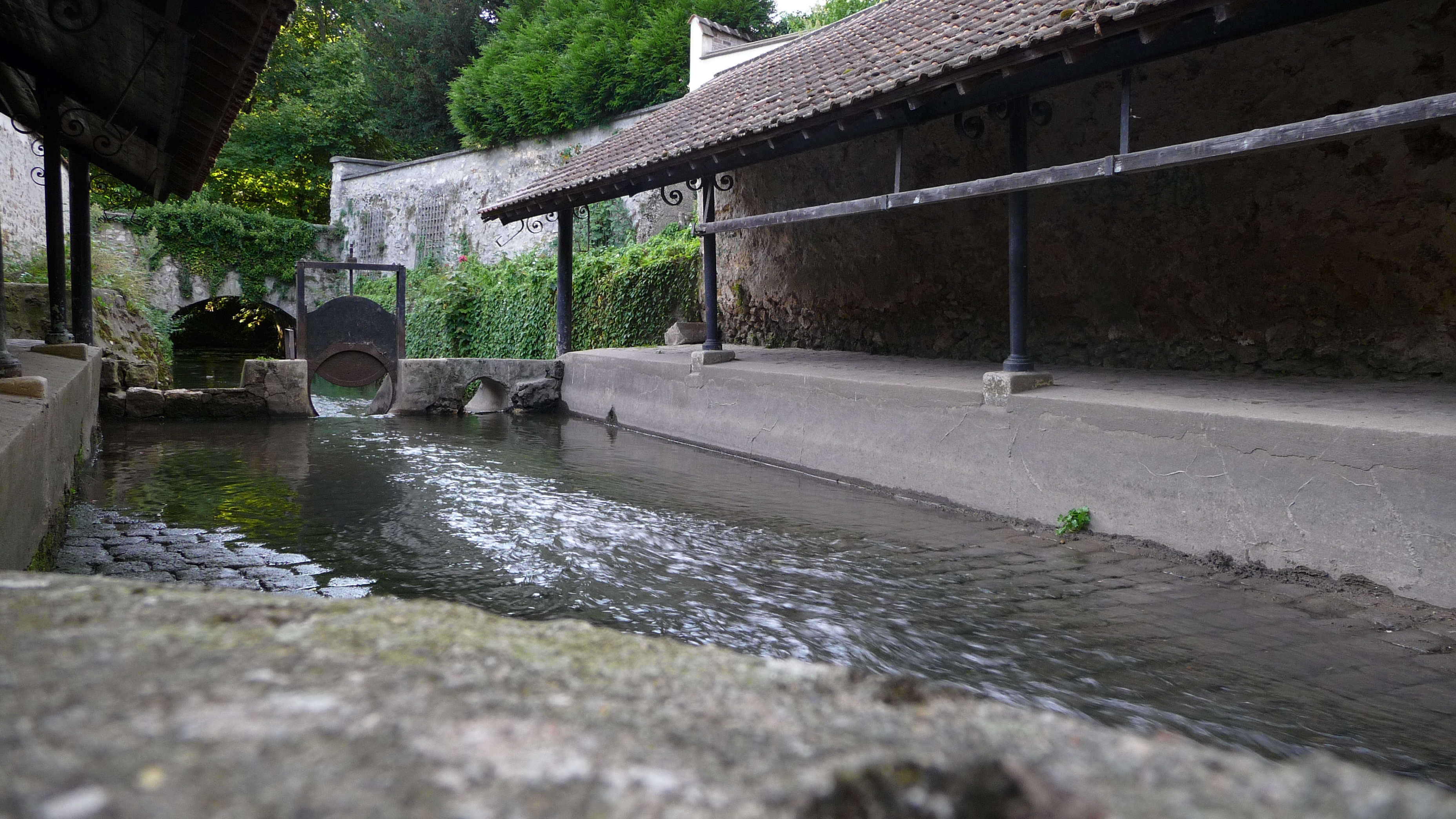
Lavoir « d'été », vieux-village.

Construit au XIXe siècle, il n'a été doté de sa toiture qu'en 1843.
Restauré en 1969 par la municipalité et le groupe nature caudacien, ce lavoir a été construit sur le Morbras, quelques mètres en aval d'un abreuvoir.
De par la dureté et la fraîcheur de l'eau du Morbras, il était plutôt utilisé en été, d'où son surnom de « lavoir d'été ».
L'abreuvoir du vieux-village
Construit au XIXe siècle, il permettait aux Caudaciens d'abreuver leurs bêtes.
L'école de musique Lionel-André
Bâtie en 1860, l'ancienne mairie et école de la commune se dresse au centre du vieux-village, à côté de l'église Saint-Nicolas.
L'école fut transférée en 1938 vers l'actuelle école Jean-Jaurès, et la mairie resta en fonction jusqu'en 1975, où elle fut transférée vers l'actuel centre-ville.
La borne royale no 19
Brisée pendant son déplacement, la borne royale numéro 19 qui jouxtait l'actuelle route nationale 4 était à l'origine ornée d'une fleur de lys, symbole de la monarchie française. Ce bas-relief fut martelé à la Révolution pour être transformé en bonnet phrygien.
Le chiffre gravé sur cette borne milliaire indique la distance par rapport à Paris, qui est de dix-neuf milliers de toises, soit environ 36,7 kilomètres.
Son origine est estimée entre les XVIIe et XVIIIe siècles, et elle se tient actuellement dans le vieux-village, devant les vestiges de l'ancienne tour féodale.

##### La pierre Lais

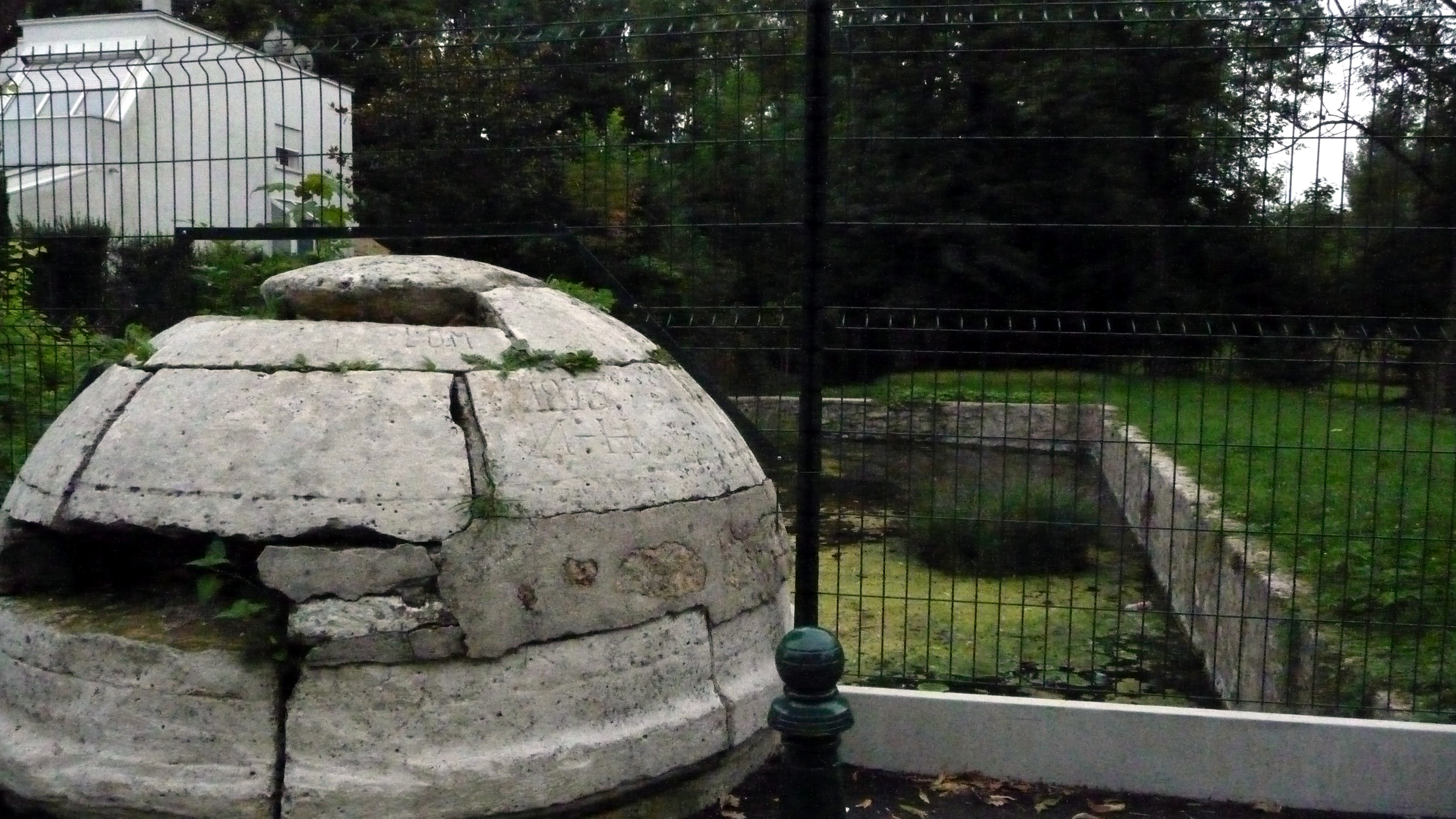
Fontaine du lavoir « d'hiver », pierre Lais.

La fontaine et le lavoir de la pierre Lais (ou le lavoir d'hiver)
Construite en 1873 (la date y est gravée) sur le lieu-dit de la pierre Lais, cette fontaine tire son eau d'une source profonde.
Gravée des initiales de son concepteur — N.H (H pour Hérault) —, la fontaine de forme hémisphérique se déverse dans le bassin d'un ancien lavoir.
L'eau y étant moins froide que celle du Morbras situé à 300 mètres de là, il était principalement utilisé par les lavandières en hiver, d'où son surnom de « lavoir d'hiver ».

##### Le domaine des Marmousets
Au début du XIXe siècle, le domaine devient propriété de Jean-Baptiste Nompère de Champagny (1756-1834), duc de Cadore, ministre de Napoléon Ier.

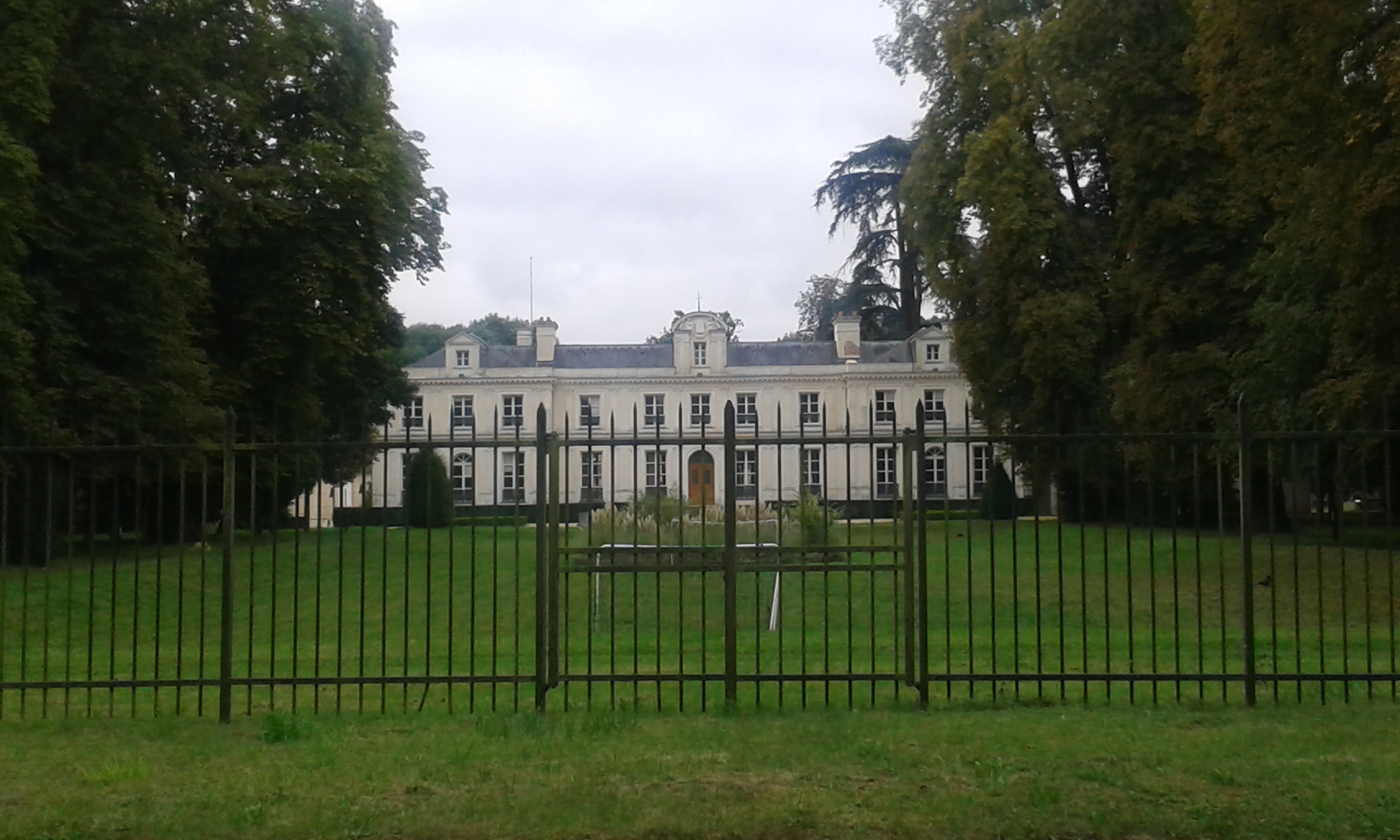
Château des Marmousets.

Le château des MarmousetsVraisemblablement édifié à la fin du XVIIIe siècle, la tradition indique pourtant qu'il fut construit par le général Hulin en 1828. L'ancienne appellation de « Maisoncelle » semble devoir indiquer ici la présence fort ancienne d'une « maison seule », voire d'une cellule monacale, isolée dans la forêt briarde, le terme de « Marmouzet » n'apparaissant qu'à partir d'un acte daté de 1520 dans les archives d'Ormesson. Le domaine de Maisoncelle fut propriété à la fin du XVIIe siècle du peintre miniaturiste et émailleur Jean Petitot le Jeune (1653-1702), protestant, qui fit comme son père, carrière en Angleterre, où il est nommé peintre du roi Charles II. Retourné en France à la fin de sa vie, il meurt au château en 1702. On hésite encore sur la date de construction du château actuel, la tradition voulant qu'il fût édifié en 1828, par le général Hulin, mais de plus récentes analyses tendent à le considérer comme de la fin du XVIIIe siècle.
La glacière des Marmousetsconstruite au XVIIIe siècle, elle était principalement utilisée pour la conservation de la viande.

##### Le domaine de l'Hermitage
Le château de l'Hermitage
Construit au XVIIe siècle, ce pavillon d'angle constitue l'unique vestige de l'ancien château de l'Hermitage.
À la suite du morcellement de la seigneurie caudacienne en 1408, le fief de l'Hermitage est propriété de la famille Blanchet, sous la domination du seigneur de Berchères. Le fief comporte, outre les terres actuelles de l'Hermitage, le château désormais disparu dont les communs devinrent propriété de Rouart au XIXe siècle. En 1576, le fief est tenu par Marc Miron, conseiller et premier médecin du roi Henri III. Ce sont probablement ses descendants qui font édifier un nouveau château au XVIIe siècle, vaste quadrilatère flanqué de pavillons talutés aux quatre angles. Au XVIIIe siècle, les nouveaux seigneurs de la Queue font partie de la famille royale des Bourbons : tout d'abord le prince de Dombes, puis le comte d'Eu, et enfin le duc de Penthièvre, tous trois petits-fils de Louis XIV et de Mme de Montespan. En 1759, le château de l'Hermitage est incorporé au tout nouveau marquisat d'Ormesson par son premier tenant, le marquis Marie-François de Paule d'Ormesson (1710-1775), membre du Conseil royal des finances du roi Louis XV. Progressivement, le domaine est transformé en ferme. Ne demeure du château que ce pavillon d'angle sur le Morbras, incorporé au logis de maître construit au XIXe siècle.
La maison Rouart
Ancienne demeure d'Alexis et Henri Rouart, il s'agit d'un vestige des communs de l'ancien château de l'Hermitage.
La glacière Rouart (XVIIe siècle)
Anciennement aménagée dans les caves d'une partie aujourd'hui démolie du château de l'Hermitage, la glacière était destinée à conserver les denrées périssables.
Le château des Mûrets
Construit sous le règne de Napoléon III, ce château fut le lieu d'habitation d'un des ministres de l'Empereur. Actuellement, il est le centre administratif de l'hôpital des Mûrets.

#### Patrimoine religieux
- Église Saint-Nicolas du XIe siècle - XIIe siècle
- Monument sépulcral des curés de La Queue-en-Brie[69]
- Église Saint-Jean, bâtie en 1974.

#### Patrimoine militaire

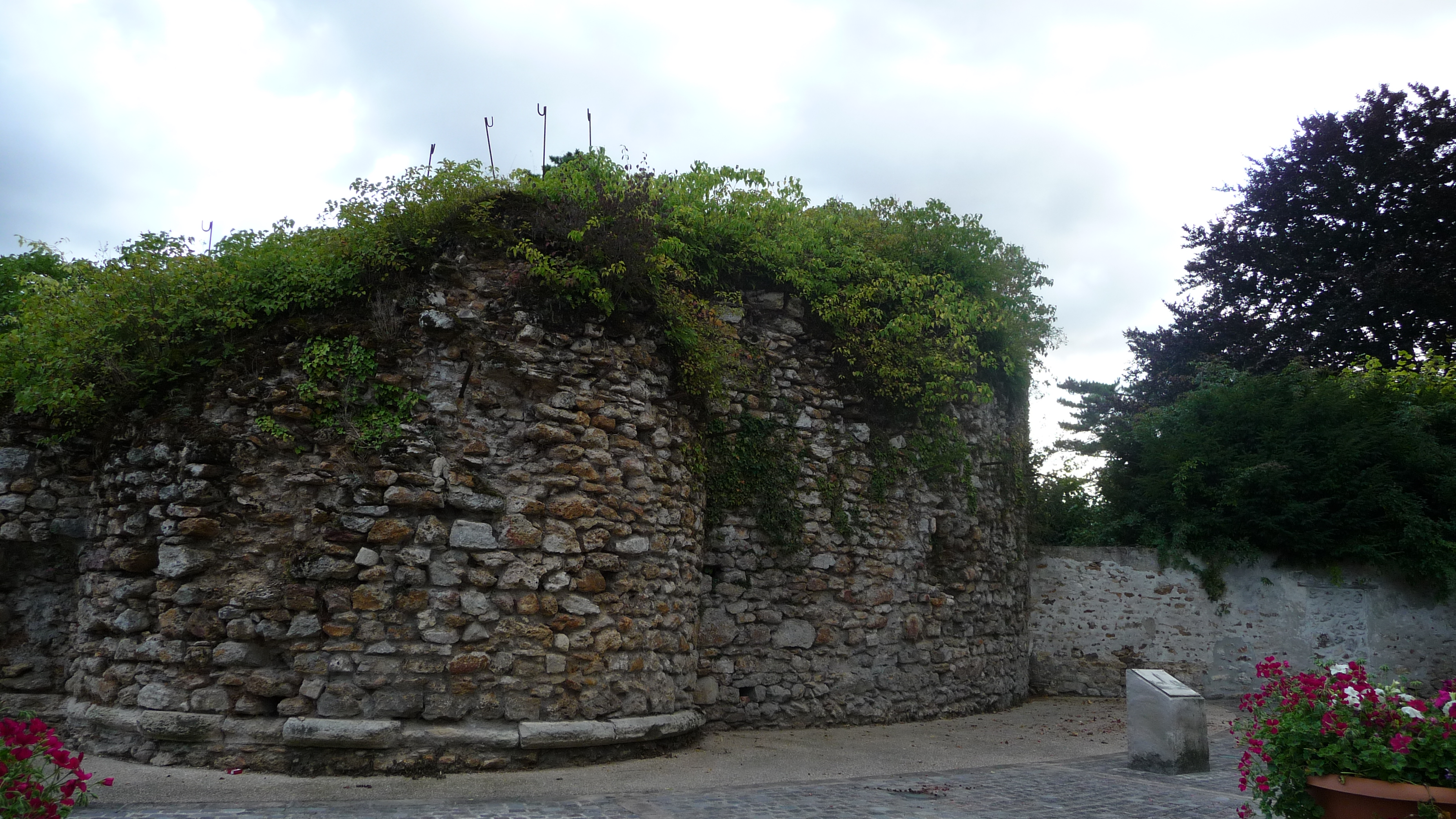
Vestiges de l'ancienne tour féodale, vieux-village.

Les vestiges de l'ancienne tour féodale, appelée à tort « le donjon », qui aurait été construite au début du XIIe siècle, sont visibles place de la Tour, dans le vieux-village.

#### Patrimoine environnemental

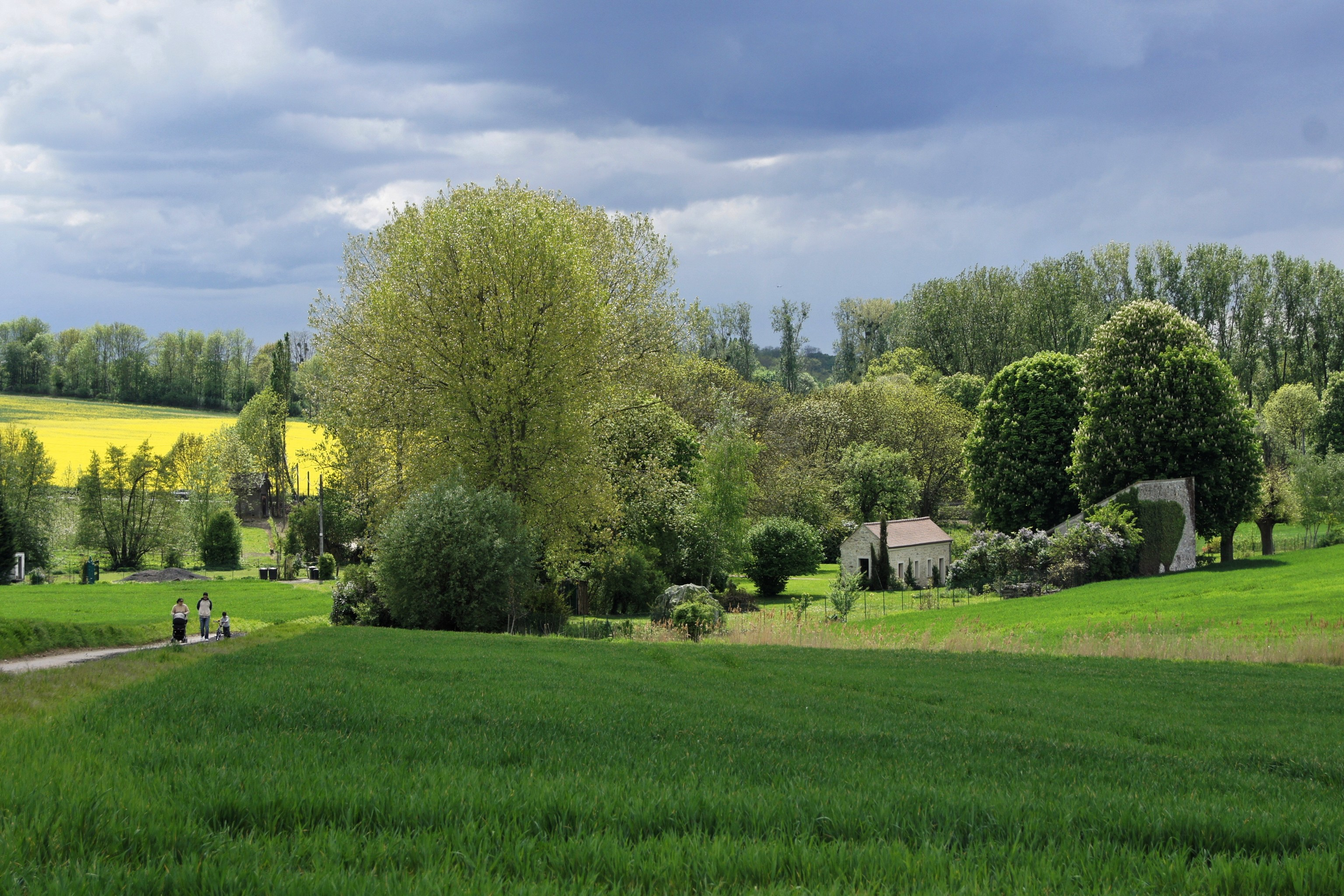
La vallée du Morbras.

La Queue-en-Brie bénéficie du label « ville fleurie » avec une fleur attribuée par le Conseil national des villes et villages fleuris de France au concours des villes et villages fleuris.
La forêt de Notre-Dame, l'une des plus grandes forêts de l'est francilien, se trouve en partie sur le territoire de la commune.

### Équipements culturels
- Maison pour tous Henri-Rouart : Lieu d'expositions, de concert, de représentations diverses. Il s'agit de la seule salle à proprement parler capable d'accueillir du public pour des évènements culturels,
- La bibliothèque municipale George-Sand[72],
- Des expositions ont régulièrement lieu dans le hall de la mairie.

### La Queue-en-Brie dans la culture populaire
L'écrivain Victor Hugo, dans son roman Notre-Dame de Paris envoie le capitaine Phœbus se reposer à la Queue-en-Brie pour se remettre de ses blessures.
Le peintre André Dunoyer de Segonzac a immortalisé en 1931 l'allée de Tilleuls de l'actuelle rue Jean-Jaurès dans son aquarelle « Grande rue du village », qui se trouve maintenant à l'ambassade de France à Washington.
Une rue de la commune porte d'ailleurs son nom.

### Personnalités liées à la commune
- Jean-Louis Petitot
- Le maréchal Mortier, de son vrai nom Adolphe Édouard Casimir Joseph Mortier, a été maire de la commune entre 1822 et 1830.
- Henri Rouart, ingénieur, industriel, artiste-peintre et collectionneur français, fut maire de la commune entre 1891 et 1912.
- Edgar Degas, le peintre ami d'Alexis Rouart vient souvent en séjour dans la famille Rouart
- Le général Hulin, de son vrai nom Pierre-Augustin Hulin, est un soldat de l'armée française ayant joué un rôle important lors de la prise de la Bastille. Il a vécu dans la retraite à la Queue-en-Brie.
- Cathy Fleury, judokate, de son vrai nom Catherine Fleury-Vachon, a résidé à la Queue-en-Brie[75]. Le dojo du gymnase Pierre-de-Coubertin porte son nom. Celui-ci est situé près du quartier des Marnières, où se trouve son ancienne résidence.
- Philippe Rombi, pianiste, compositeur français, a résidé à la Queue-en-Brie de 2001 à mi-janvier 2003[76]. L'école municipale de musique (rebaptisée Lionel-André[77] en 2005) a porté son nom. Elle est située dans l'avenue Jean-Jaurès, où se trouve également la salle Claude-Debussy.

### Héraldique, logotype et devise
| Blason de La Queue-en-Brie | Les armes de La Queue-en-Brie se blasonnent ainsi : D'argent à la rivière du champ en fasce, à la tour de gueules maçonnée de sable de sable brochante, au chef d'azur chargé de trois fleurs de lys d'or. La devise de la commune est « De Brie, toujours fidèle à la France ». La Queue-en-Brie partage également avec Le Plessis-Trévise la devise « La ville à la campagne ». En effet, la proximité à la fois des commerces (zones d'activités de Pontault-Combault, Ormesson-sur-Marne) et des zones boisées (Forêt de Notre-Dame, Bois des Marmousets, Bois Lacroix) offre un cadre de vie singulier. |